# Everything for Free
"Everything for Free" is een nummer van de Belgische band K's Choice. Het nummer verscheen op hun album Cocoon Crash uit 1998. Dat jaar werd het nummer uitgebracht als de tweede single van het album.

## Achtergrond
"Everything for Free" is geschreven door Sam (als Sarah) en Gert Bettens en geproduceerd door Gil Norton. Het begint rustig, maar eindigt als stevig gitaarnummer. Hierover vertelde Sam: "Alles begint bij ons met een akoestische gitaar. In ons hoofd hebben we meteen ideeën hoe dat ingevuld moet worden door de groep. "Everything for Free" was misschien wel bedoeld als nummer dat moest losbarsten, maar voor hetzelfde geld is dat beslist wanneer we met de volledige groep overlegden. Daarvoor verdienen de muzikanten krediet. We komen af met een aantal akkoorden, en je geeft een algemeen idee over hoe je het nummer als schrijver aanvoelt, maar daarna gebeurt er nog heel wat."
"Everything for Free" bleek een populair nummer, zowel op de radio als tijdens concerten. Desondanks werd het geen grote hit. In Vlaanderen wist het geen hitlijsten te behalen, terwijl in Nederland enkel de tweede plaats in de Tipparade en de 52e plaats in de Mega Top 100 werd behaald. In de Verenigde Staten kende het ook succes: het piekte op plaats 28 in de Modern Rock Tracks-lijst.

## Hitnoteringen

### Mega Top 100
| Hitnotering: 20-06-1998 t/m 24-10-1998 | Hitnotering: 20-06-1998 t/m 24-10-1998 | Hitnotering: 20-06-1998 t/m 24-10-1998 | Hitnotering: 20-06-1998 t/m 24-10-1998 | Hitnotering: 20-06-1998 t/m 24-10-1998 | Hitnotering: 20-06-1998 t/m 24-10-1998 | Hitnotering: 20-06-1998 t/m 24-10-1998 | Hitnotering: 20-06-1998 t/m 24-10-1998 | Hitnotering: 20-06-1998 t/m 24-10-1998 | Hitnotering: 20-06-1998 t/m 24-10-1998 | Hitnotering: 20-06-1998 t/m 24-10-1998 | Hitnotering: 20-06-1998 t/m 24-10-1998 | Hitnotering: 20-06-1998 t/m 24-10-1998 | Hitnotering: 20-06-1998 t/m 24-10-1998 | Hitnotering: 20-06-1998 t/m 24-10-1998 | Hitnotering: 20-06-1998 t/m 24-10-1998 | Hitnotering: 20-06-1998 t/m 24-10-1998 | Hitnotering: 20-06-1998 t/m 24-10-1998 | Hitnotering: 20-06-1998 t/m 24-10-1998 | Hitnotering: 20-06-1998 t/m 24-10-1998 | Hitnotering: 20-06-1998 t/m 24-10-1998 |
| Week                                   | 1                                      | 2                                      | 3                                      | 4                                      | 5                                      | 6                                      | 7                                      | 8                                      | 9                                      | 10                                     | 11                                     | 12                                     | 13                                     | 14                                     | 15                                     | 16                                     | 17                                     | 18                                     | 19                                     |                                        |
| -------------------------------------- | -------------------------------------- | -------------------------------------- | -------------------------------------- | -------------------------------------- | -------------------------------------- | -------------------------------------- | -------------------------------------- | -------------------------------------- | -------------------------------------- | -------------------------------------- | -------------------------------------- | -------------------------------------- | -------------------------------------- | -------------------------------------- | -------------------------------------- | -------------------------------------- | -------------------------------------- | -------------------------------------- | -------------------------------------- | -------------------------------------- |
| Positie                                | 90                                     | 85                                     | 77                                     | 70                                     | 55                                     | 52                                     | 59                                     | 63                                     | 59                                     | 62                                     | 54                                     | 59                                     | 61                                     | 66                                     | 65                                     | 65                                     | 64                                     | 72                                     | 80                                     | uit                                    |

### NPO Radio 2 Top 2000
| Nummer met noteringen in de NPO Radio 2 Top 2000 | '16  | '17  |
| ------------------------------------------------ | ---- | ---- |
| Everything for Free                              | 1808 | 1821 |

1. ↑  Een vetgedrukt getal geeft de hoogste notering aan.
2. ↑  2016 was het eerste jaar met een notering voor dit nummer.
3. ↑  Deze tabel is bijgewerkt tot en met de laatste editie (2024).